# Lovis H. Lorenz
Lovis Hans Lorenz (* 16. Februar 1898 in Hamburg; † 19. Juni 1976 ebenda) war ein deutscher Journalist, Kunsthistoriker, Verleger und Autor.

## Leben

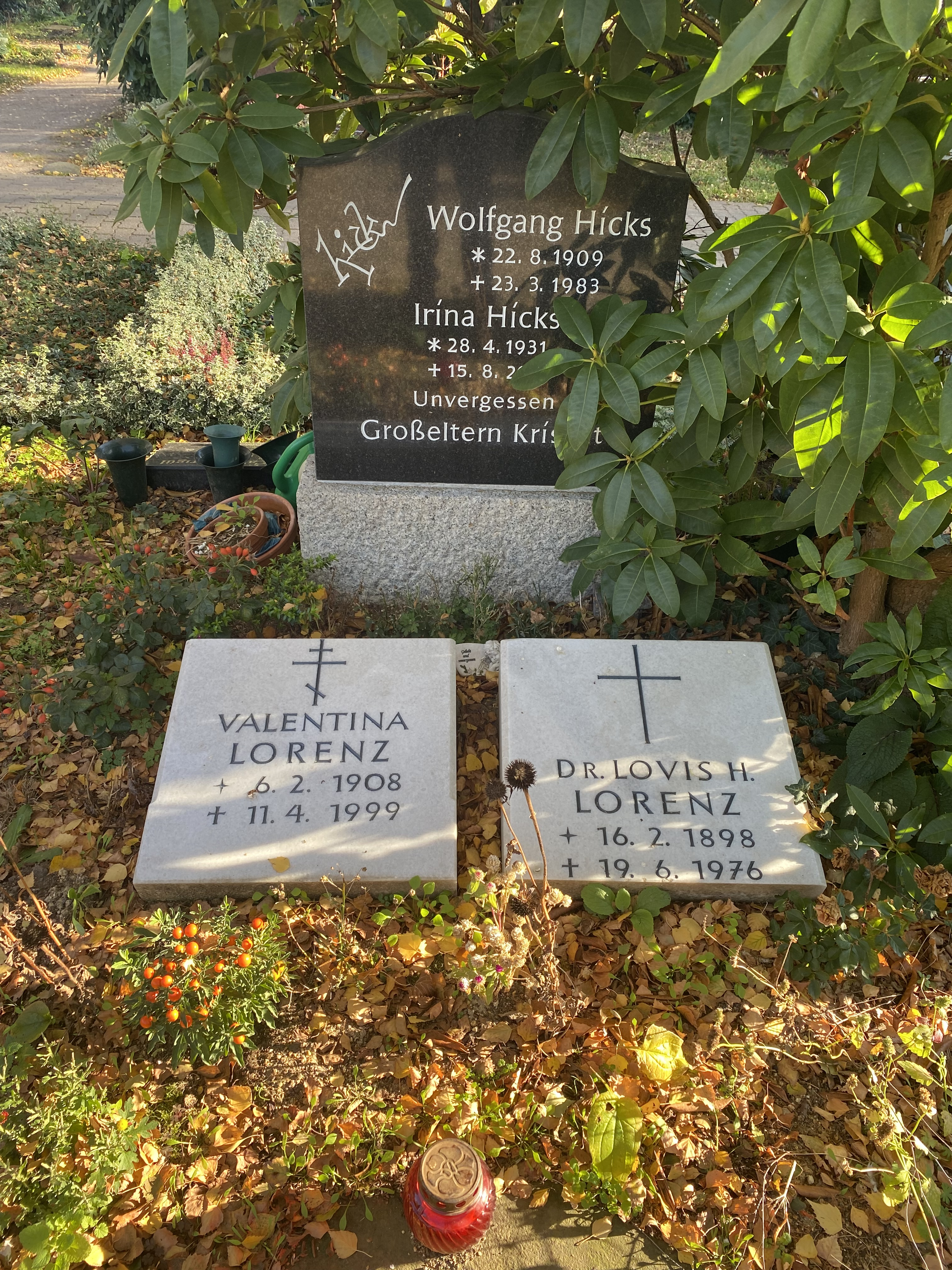
Grabstätte

Lorenz war vor dem Zweiten Weltkrieg als promovierter Kunsthistoriker tätig und arbeitete unter anderem als Chefredakteur einer Illustrierten in Berlin. Gemeinsam mit dem Rechtsanwalt Gerd Bucerius, dem Stadtbaurat a. D. Richard Tüngel und dem Verlagskaufmann Ewald Schmidt di Simoni war Lorenz erster Herausgeber der Wochenzeitung Die Zeit. Als Schriftsteller verfasste er mehrere Werke. 
Lovis Hans Lorenz lebte in Hamburg. Dort verstarb er 78-jährig und wurde neben Wolfgang Hicks auf dem Neuen Niendorfer Friedhof beigesetzt.

## Werke (Auswahl)
- Kleiner Führer durch Noa Tawa - Hamburg : J. Asmus, 1926
- Zuckerbrot und Peitsche - Hamburg : J. Asmus, 1927
- Anleitung zum guten Geschmack - Hamburg : J. Asmus, 1929
- Die Abenteuer des Herrn von Tross - Stuttgart : Cotta, 1933
- Zu neuen Ufern - Berlin : Keil Verl. Scherl, 1936, verfilmt 1937 Zu neuen Ufern
- Eine deutsche Boheme - Berlin : Keil Verl. Scherl, 1939
- Zu neuen Ufern - Hamburg : Dt. Hausbücherei, 1950
- Mit einer Fee auf du und du - Hamburg : Verl. Okis Dr. K. J. Sattelmair, o. J. [um 1962]
- Hein, Fiete und Tetje-Hamburger Dööntjes - Hamburg : Asmus, 1965
- HaKa-Geschichten - Hamburg : Asmus, 1971
- Ecke Brandstwiete - Hamburg : Asmus, 1971
- Oevelgönner Nachtwachen - Hamburg : Christians, 1974, 2. Auflage
- In Oevelgönne musst du zuhören - Hamburg : Christians, 1974
- Leicht geschminkt, Christians, Hamburg 1975, ISBN 3-7672-0364-2.
- Bugwelle &  Heckwasser, Christians, Hamburg 1977, ISBN 3-7672-0464-9.